# Каменское сельское поселение (Архангельская область)
Ка́менское сельское поселе́ние или муниципальное образование «Каменское» — упразднённое муниципальное образование со статусом сельского поселения в Мезенском муниципальном районе Архангельской области Российской Федерации.
До 25 июня 2021 года городское поселение.
Городское поселение соответствовало административно-территориальной единице в Мезенском районе — посёлку городского типа Каменка, после преобразования в сельское поселение сельским населённым пунктам непосредственно районного подчинения.
Административный центр — посёлок Каменка.

## География
Каменское сельское поселение находится в северной части Мезенского муниципального района, на левом берегу реки Мезени и Абрамовском берегу Мезенской губы Белого моря. На правом берегу Мезени находится Мезенское городское поселение. Кроме Мезени выделяются реки Шукша, Каменка, Чеца.

## История
Муниципальное образование было образовано в 2004 году.

## Население
| 2010  | 2011  | 2012  | 2013  | 2014  | 2015  |
| ----- | ----- | ----- | ----- | ----- | ----- |
| 2597  | ↘2586 | ↘2493 | ↘2395 | ↘2318 | ↘2226 |
| 2016  | 2017  | 2018  | 2019  | 2020  | 2021  |
| ↘2153 | ↘2080 | ↘2020 | ↘1960 | ↘1917 | ↘1699 |

## Состав сельского поселения
В состав сельского поселения входят 7 населённых пунктов.
- Затон
- Каменка
- Коршаково
- Морозилка
- Окуловский
- Петровка
- Чеца